# Schwarzenberg (Zwitserland)
Schwarzenberg is een gemeente en plaats in het Zwitserse kanton Luzern en maakte deel uit van het district Luzern tot op 1 januari 2008 de districten van Luzern werden afgeschaft.
Schwarzenberg telt 1556 inwoners.

## Geboren
- Nadine Fähndrich (16 oktober 1995), langlaufster

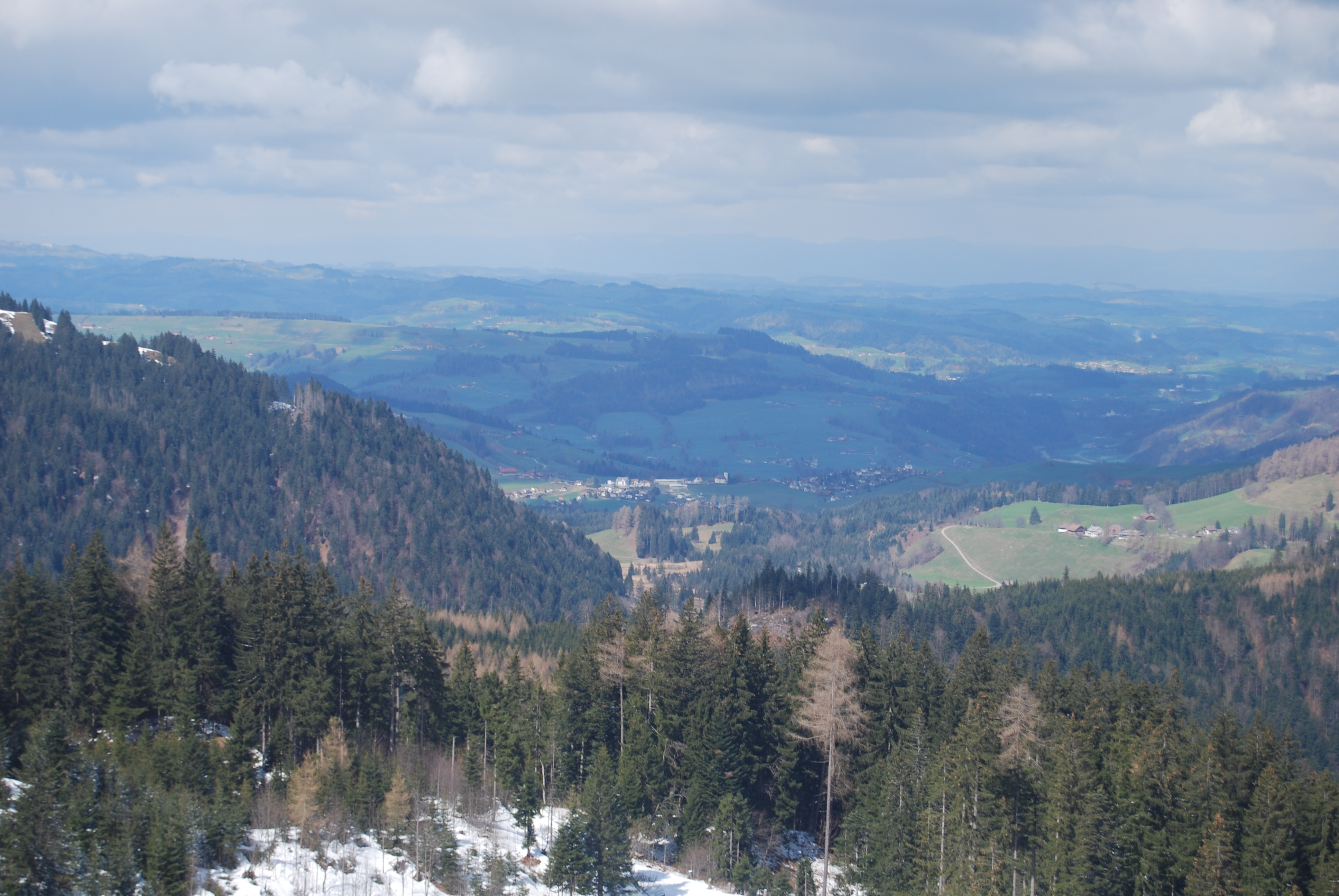
Schwarzenberg